# گل کلمی (سرده)
گل کلمی (نام علمی: Moricandia) نام یک سرده از تیره شب‌بویان است.